# Sarah Claxton
Sarah Claxton, född den 23 september 1979, är en brittisk friidrottare som tävlar i häcklöpning.
Claxton deltog vid Olympiska sommarspelen 2004, VM 2005 och EM 2006 på 100 meter häck utan att ta sig vidare till finalen. Däremot tog hon sig till final vid Olympiska sommarspelen 2008 där hon slutade åtta på tiden 12,94. Hon var även i final på 60 meter häck vid inomhus-EM 2009 i Turin där hon också blev åtta.

## Personliga rekord
- 60 meter häck - 7,96
- 100 meter häck - 12,81